# Lotononis microphylla
Lotononis microphylla är en ärtväxtart som beskrevs av William Henry Harvey. Lotononis microphylla ingår i släktet Lotononis och familjen ärtväxter. Inga underarter finns listade i Catalogue of Life.